# Mount Lemmon
Mount Lemmon je s nadmořskou výškou 2 975 metrů nejvyšší hora pohoří Santa Catalina Mountains. Nachází se na severovýchodě Pima County, v jižní Arizoně.
Mount Lemmon je vzdálená okolo 25 kilometrů severovýchodně od Tucsonu. Pod vrchol hory vede 43 kilometrů dlouhá vyhlídková silnice.
Pod vrcholem hory se rovněž nachází observatoř Mount Lemmon Observatory
a na severovýchodním svahu lyžařský areál Ski Valley.